# Jalthal
Jalthal (nep. जलथल) – gaun wikas samiti we wschodniej części Nepalu w strefie Meći w dystrykcie Jhapa. Według nepalskiego spisu powszechnego z 2001 roku liczył on 2492 gospodarstw domowych i 13132 mieszkańców (6640 kobiet i 6492 mężczyzn).